# Deutsches Meisterschaftsrudern 1928
Das 41. Deutsche Meisterschaftsrudern wurde 1928 in Hannover ausgetragen. Zum zweiten Mal nach 1913 gehörte der Vierer mit Steuermann wieder zum Meisterschaftsprogramm. Somit wurden im Vergleich zu den Vorjahren Medaillen in sechs statt fünf Bootsklassen vergeben.

## Medaillengewinner
| Bootsklasse            | Gold | Silber | Bronze                     |
| ---------------------- | --- | --- | -------------------------- |
| Einer                  | Walter Flinsch (Frankfurter RV von 1865) | August von Hoven (Ludwigshafener RV von 1878) | Nur zwei Boote im Endlauf. |
| Doppelzweier           | Rgm. Berliner RK Hellas / Berliner RC Gerhard Voigt Horst Hoeck | RV Wiking Linz Viktor Flessl Leo Losert | Nur zwei Boote im Endlauf. |
| Zweier ohne Steuermann | Berliner RK Hellas Bruno Müller Kurt Moeschter | Heidelberger RK 1872 Heinrich Bender Rudolf Wild | Nur zwei Boote im Endlauf. |
| Vierer ohne Steuermann | Berliner RK Hellas Kurt Hielscher Bruno Müller Kurt Moeschter Albert Lange                                                                                          | WSV Düsseldorf R. Birsztein Hans Fock W. Flemming Emil Rohde | Nur zwei Boote im Endlauf. |
| Vierer mit Steuermann  | Berliner RC Sturmvogel Werner Kleine Karl Hoffmann Hans Nickel Karl Golzo Alfred Krohn (Stm.)                                                                       | Berliner RK Hellas Gerhard Grawunder Friedrich Devantier Walter Parlow Rudolf Timme Hans-Joachim Adler (Stm.)                                                     | Nur zwei Boote im Endlauf. |
| Achter                 | Mannheimer RV Amicitia von 1876 Hans Maier Robert Huber Gustav Maier Hermann Herbold Erwin Hoffstätter Wilhelm Reichert Ernst Gaber Carl Aletter Fritz Bauer (Stm.) | Berliner RK Brandenburgia Hans Helling Herbert Neßler Bernhard Thielicke Ernst Rösner Erich Scharfschwerdt Hans Berger Helmut Benz Hans Kollat Franz Steps (Stm.) | Nur zwei Boote im Endlauf. |